# Нижнее Абдряшево
Ни́жнее Абдря́шево (баш. Түбәнге Әбдрәш) — деревня в Абзелиловском муниципальном районе Республики Башкортостан России, относится к Альмухаметовскому сельсовету. 

## Население
| 1939 | 1959 | 1968 | 1970 | 1979 | 1989 | 2002 |
| ---- | ---- | ---- | ---- | ---- | ---- | ---- |
| 202  | ↘142 | ↗171 | ↘140 | ↘52  | ↘48  | ↗71  |
| 2009 | 2010 |      |      |      |      |      |
| ↗78  | ↘67  |      |      |      |      |      |

Согласно переписи 2010 года, преобладающая национальность — башкиры (99 %).

## Географическое положение
Расстояние до:
- районного центра (Аскарово): 58 км,
- центра сельсовета (Целинный): 8 км,
- ближайшей железнодорожной станции (Альмухаметово): 12 км.

## Происхождение названия
Топоним состоит из двух частей: баш. Түбәнге — нижний и башкирского личного имени баш.  Әбдрәшит (рус. Абдрашит).